# Paul Jordan (Pianist)
Paul Jordan (* um 1916 in Chicago; † nach 1955 Denver) war ein US-amerikanischer Jazzpianist, Arrangeur und Komponist, der vor allem durch seine Zusammenarbeit mit dem Swing-Bandeader Artie Shaw bekannt wurde.

## Leben und Wirken
Jordan hatte in Chicago um 1941 Gelegenheit, Artie Shaw einige seiner Kompositionen vorzuspielen. Daraufhin engagierte ihn der Bandleader, um für sein Orchester zu komponieren und Arrangements zu schreiben; vor allem Klassik-beeinflusste Stücke. Damit gehörte Paul Jordan mit Ray Conniff („Needlenose“) und Margie Gibson zu den jüngeren Arrangeuren, die Shaw engagierte, um (neben der erfolgreichen Tanzmusik) mit speziell für das Orchester geschriebener Musik sein Konzept des Symphonic Swing  zu realisieren. Zu Jordans Kompositionen für Shaw gehören „Carnival“, „Evensong“, „Suite No. 8“ und „Two in One Blues“.
1942/43 arbeitete Jordan als Pianist und Arrangeur bei Bob Chester; in der Nachkriegszeit war er in der Jazzszene Chicagos aktiv. 1946 spielte er (u. a. mit Bud Freeman, George Barnes und Mike Rubin) mehrere Titel für das lokale Label Gold Seal ein. 1949 arbeitete er erneut bei Artie Shaw („Carnival“); Anfang 1950 begleitete er mit einem Studio-Sextett unter seiner Leitung die Sängerin Anita O’Day („Blues for Bojangles“). Im Bereich des Jazz war er von 1941 bis 1956 an 22 Aufnahmesessions beteiligt, zuletzt mit Russell Procope (The Persuasive Sax of Russ Procope) und Cy Touff (Doorway to Dixie).
Der Pianist und Arrangeur ist nicht mit dem gleichnamigen Jazzgeiger zu verwechseln, der Mitte der 1920er-Jahre bei Sammy Stewart's Ten Knights of Syncopation spielte.